# Miguel Ángel Sola
Miguel Ángel Sola Elizalde (Pamplona, España, 29 de septiembre de 1957) es un exfutbolista y entrenador de fútbol. Jugó en Primera División en el Athletic Club y CA Osasuna, disputando 316 encuentros.

Actualmente está sin equipo tras entrenar al Club Deportivo Calahorra en Segunda División B.

## Trayectoria como jugador
| Club                      | País   | Año       |
| ------------------------- | ------ | --------- |
| Bilbao Athletic           | España | 1976-1978 |
| Arosa (cedido)            | España | 1978-1979 |
| Bilbao Athletic           | España | 1979-1980 |
| Deportivo Alavés (cedido) | España | 1980      |
| Athletic Club             | España | 1980-1985 |
| Club Atlético Osasuna     | España | 1985-1992 |

### Palmarés
| Título              | Club          | País   | Año  |
| ------------------- | ------------- | ------ | ---- |
| Liga española       | Athletic Club | España | 1983 |
| Liga española       | Athletic Club | España | 1984 |
| Copa del Rey        | Athletic Club | España | 1984 |
| Supercopa de España | Athletic Club | España | 1984 |

## Trayectoria como entrenador
Como entrenador dirigió al Club Atlético Osasuna durante un breve periodo de tiempo, entre marzo y mayo de 1997, cuando el equipo estaba en Segunda División. Ha entrenado a Peña Sport, Real Unión, SD Huesca y al Club Deportivo Mirandés hasta 2008.
El 24 de marzo de 2010 firmó con el Club Deportivo Izarra para intentar sacarlo de los puestos de descenso a Tercera División.
El 2 de enero de 2011 fichó por el Real Unión Club de Irún, del cual ya había sido entrenador.
En septiembre de 2013 se convirtió en entrenador del Club Deportivo Corellano de Tercera División de Navarra tras la marcha de José Arellano. En diciembre de 2014 fue destituido tras sus malos resultados.
En la temporada 2017-18 logró el ascenso a Segunda División B dirigiendo al CD Calahorra. En febrero de 2020 es relevado al frente del CD Calahorra debido a los malos resultados del equipo, tras tres temporadas dirigiendo al conjunto riojano.